# Minami (Fukuoka)
Minami (jap. 南区 Minami-ku) – jedna z siedmiu dzielnic Fukuoki, stolicy prefektury Fukuoka. Dzielnica została utworzona w 1972 roku.
Położona jest w południowej części miasta. Graniczy z dzielnicami Hakata, Chūō, Jōnan i Sawara, miastem Kasuga oraz miasteczkiem Nakagawa.